# نازک‌کاری
پوشش نهایی که بر روی ساختار زیرین ساختمان قرار می‌گیرد و روکشی که در داخل ساختمان برابر چشم بیننده قرار می‌گیرد، نازک کاری خوانده می‌شود.
مصالح نازک کاری آخرین مصالحی هستند که کفها، دیوارها و سقف‌ها را پوشش می‌دهد.

## نکات عمده در انتخاب مصالح نازک کاری
اهم نکاتی که در انتخاب مصالح نازک کاری باید در نظر داشت شامل  کاربری ،بهره‌برداری، اقتصاد، سرعت اجرا، نگهداری  می‌باشند.